# جت استیشن
جت استیشن (انگلیسی: Jet) شرکت پالایش نفت بریتانیایی است، که در سال ۱۹۵۴ تأسیس شد.